# تپه کولی یوردو
تپه کولی یوردو مربوط به دوران پیش از تاریخ ایران باستان است و در شهرستان بوئین‌زهرا، بخش آوج، روستای شهید آباد واقع شده و این اثر در تاریخ ۱۰ مهر ۱۳۸۰ با شمارهٔ ثبت ۴۰۹۹ به‌عنوان یکی از آثار ملی ایران به ثبت رسیده است.